# Ducktown
Ducktown est une ville américaine du comté de Polk dans l’État du Tennessee. Lors du recensement de 2010, sa population s’élevait à 475 habitants.

## Géographie
Ducktown est situé au centre du Copper Basin (parfois aussi appelé Bassin de Ducktown), une grande vallée au sud des Appalaches, près de la jonction entre le Tennessee, la Géorgie, et la Caroline du Nord. Le territoire de Ducktown se situe dans le bassin de l'Ocoee, qui traverse le Copper Basin quelques kilomètres au sud-ouest de Ducktown, avant de pénétrer dans une gorge. La ville se situe juste au nord de l'intersection entre la Tennessee State Route 68, qui relie Madisonville, au nord, avec Copperhill, au sud, et l'U.S. Route 64, qui relie Cleveland (par les gorges de l'Ocoee), à l'ouest, et Murphy, à l'est.